# The Woman in the Suitcase
The Woman in the Suitcase er en amerikansk stumfilm fra 1920 af Fred Niblo.

## Medvirkende
- Enid Bennett som Mary Moreland
- William Conklin som James B. Moreland
- Dorcas Matthews som Dolly Wright
- Rowland V. Lee som W.H. 'Billy' Fiske
- Claire McDowell som Mrs. James B. Moreland
- Donald MacDonald som 'Doc' Harrison
- Gladys George som Ethel